# Ojos de fuego (película de 1995)
 Ojos de fuego  es una película de Argentina en colores  dirigida por Jorge Gaggero según su propio guion escrito en colaboración con Matías Oks que tuvo como principales intérpretes a Erasmo Olivera, Jorge Huertas, Eva Fernández y Víctor Poleri. Ha sido incluido en la compilación de películas titulada «Historias Breves I», primera edición del concurso de cortos del INCAA, considerada como una pieza fundamental para la formación de una generación renovada de directores/as de cine, que se llamó Nuevo Cine Argentino.
Junto con otros cortometrajes realizados por el grupo proveniente del Centro de Experimentación y Realización Cinematográfica (llamado Escuela Nacional de Experimentación y Realización Cinematográfica –ENERC- a partir del año 2011), de la Universidad de Buenos Aires y de la Escuela de Cine de Avellaneda, integraron el largometraje Historias breves que se estrenó el 19 de mayo de 1995 por haber sido los ganadores de un concurso realizado por el Instituto Nacional de Cine y Artes Audiovisuales en 1994.

## Sinopsis
El fuego como expresión de rebeldía de un chico de 13 años que vive en un ambiente de miseria.

## Reparto
- Erasmo Olivera
- Jorge Huertas
- Eva Fernández
- Víctor Poleri
- Leandro Martínez
- Derli Pradas
- Hugo Torres
- Diego Starosta

## Comentarios
Sobre la película Historias breves de la que formó parte este cortometraje se escribió:
Alejandro Ricagno en El Amante del Cine escribió:

«Los rubros técnicos son, en su mayoría, impecables y están en función de la narración. Quiero decir: no son prolijitos para distraer o llenar huecos de estructura. Uno puede gustar más de alguno que de otro...pero se sale del cine...como quien ha visto un programa de cine compuesto por atractivas historias cortas con climas y búsquedas diversas.»

Claudio España en La Nación opinó:

«El trabajo de estos jóvenes no procura el artificio visual y su lenguaje fílmico se asienta en la imagen inmediata, sencilla y alejada de rebuscamientos.»

Rafael Granado en Clarín dijo:

«Muy buena...infrecuente calidad en todos los rubros...la creatividad en formato chico.»

Manrupe y Portela escriben:

«....de sorprendente calidad. Uno de los pocos estrenos innovadores (en lo estético y lo conceptual). Algunos (Ojos de fuego; Dónde y cómo..., Rey muerto se destacan, pero el nivel general es excelente. Mucho más que ejercicios formales»